# Soukromá listina
Soukromá listina je v diplomatice označení pro listinu vydavatele, který neměl obecné právní uznání v záležitostech, kterých se přímo neúčastnil. Jedná se o rozmanité druhy listin z okruhu církve (biskupů, klášterů apod.), šlechty nebo listiny z městského prostředí (měst i jednotlivých měšťanů). Soukromá listina proto nepocházela z kanceláře vládce (krále, císaře) nebo papeže, neboť ty měly status veřejné listiny. S postupným upevňováním písemného pořízení ve společnosti se k veřejným listinám přiřadily též notářské instrumenty.
Podle současné právní úpravy existují listiny soukromé a veřejné, o soukromých listinách pojednává občanský zákoník v § 565 a 566. Soukromá listina může být sepsána libovolnou fyzickou nebo právnickou osobou a má nižší právní průkaznost než listina veřejná, kterou vydává orgán veřejné moci, např. škola, soud nebo notář. Obsahem soukromé listiny je určité soukromoprávní jednání (např. smlouva, závěť), nebo je daná listina o něm pouze dokladem (např. kvitance či plná moc). Na rozdíl od veřejné listiny je ale na každém, kdo se jí dovolává, aby prokázal její pravost a správnost.